# Ireneusz Sierocki
Ireneusz Zbigniew Sierocki (ur. 7 sierpnia 1949 w Węgorzewie zm. 6 kwietnia 2015 we Wrocławiu) – polski inżynier i humanista, cybernetyk i filozof, profesor Dolnośląskiej Szkoły Wyższej.

## Edukacja i kariera
Wczesne dzieciństwo spędził na Mazurach. Jego młodość związana jest z Karkonoszami. Szkołę podstawową ukończył w Szklarskiej Porębie, a liceum w Cieplicach Zdroju. W wolnym czasie intensywnie uprawiał narciarstwo zjazdowe. W roku 1967 podjął studia cybernetyczne na Wydziale Elektroniki Politechniki Wrocławskiej w ramach eksperymentalnego Studium Podstawowych Problemów Techniki. Na czwartym roku studiów został uczestnikiem studium doktoranckiego, a w roku 1972 rozpoczął studia filozoficzne na Uniwersytecie Wrocławskim. Będąc studentem filozofii prowadził równocześnie zajęcia z podstaw cybernetyki dla studentów filozofii. 
W roku 1976 obronił pracę doktorską pt. Formalna analiza modelowania cybernetycznego. Od tej pory praca naukowo-dydaktyczna I. Sierockiego była związana z Zakładem Podstaw Cybernetyki i Robotyki Instytutu Cybernetyki Technicznej Politechniki Wrocławskiej. W międzyczasie prowadził również zajęcia dydaktyczne w Instytucie Filozofii Uniwersytetu Wrocławskiego oraz na Uniwersytetach w Linzu (Austria) i Karlsruhe (Niemcy). W roku 2004 I. Sierocki uzyskuje tytuł dr hab. nauk filozoficznych na podstawie monografii Metodologiczna analiza identyfikacji czarnej skrzynki. Gra w czarną skrzynkę. W tym samym roku zostaje profesorem w Dolnośląskiej Szkole Wyższej, gdzie na Wydziale Nauk Społecznych i Dziennikarstwa wykłada logikę i semiotykę. 

## Prace naukowe
Zainteresowania naukowe I. Sierockiego dotyczą filozoficzno-logicznych podstaw cybernetyki, teorii systemów i sztucznej inteligencji. Jest on autorem bądź współautorem blisko 100 prac naukowych i raportów badawczych. Kilkanaście z nich zostało opublikowanych w czasopismach z tzw. listy filadelfijskiej, m.in. w „International Journal of General System”. Za swoje osiągnięcia naukowe uzyskiwał Nagrody Ministra, Rektora i Dziekana. 

## Życie prywatne
Żona I. Sierockiego jest profesorem filozofii i dziekanem Wydziału Nauk Społecznych i Dziennikarstwa DSW, syn jest reżyserem i operatorem filmowym (absolwentem Łódzkiej Szkoły Filmowej), a córka aktorką teatralną i filmową (absolwentką Warszawskiej Szkoły Teatralnej).
Pochowany na Cmentarzu Grabiszyńskim we Wrocławiu.

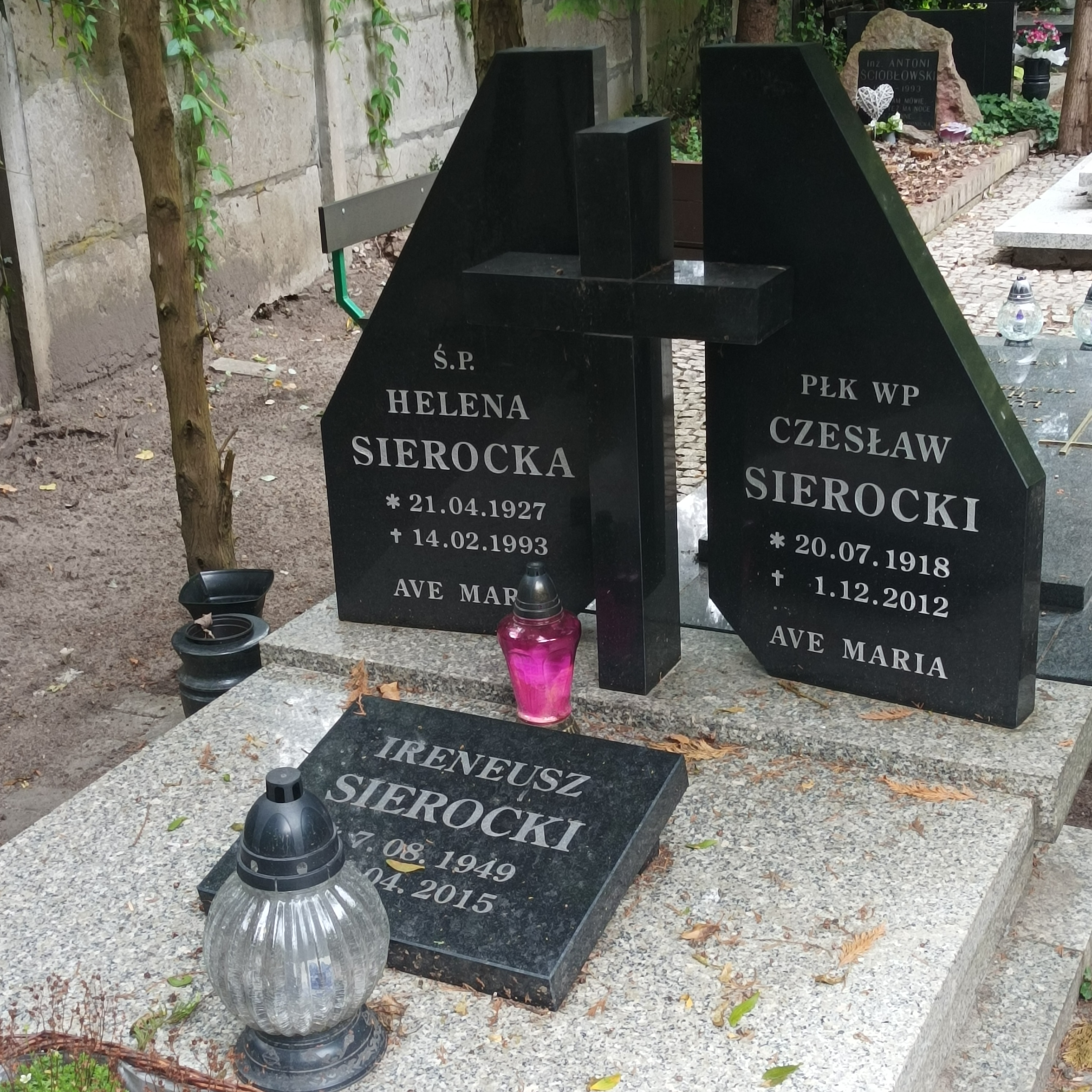
Grób prof. Ireneusza Sierockiego na Cmentarzu Grabiszyńskim

## Wybrane publikacje
- Levels of structural decomposition of dynamical systems, Intern. J. General Systems, vol. 10, 1985.
- A note on structural inference in systems theory, Intern. J. General Systems, vol. 13, 1986.
- A description of a set of hypotheses for system identification, Intern. J. General Systems, vol 15, 1989.
- A system-theoretic approach to planning and programming, Lecture Notes in Computer Science, vol. 1030, 1994.
- A feedback transformation of planning problems, Applicable Algebra in Engineering, Communication and Computing, vol. 9, 1998.
- Metodologiczna analiza identyfikacji czarnej skrzynki. Indukcyjna inferencja zachowań i języków regularnych. Wyd. Oficyna Wydawnicza Politechniki Wrocławskiej, Wrocław 2004, ss. 170. ISBN 83-7085-761-2